# جون دين (مخترع)
جون دين (1800–1884؛ المعروف باسم الغواص الجهنمي) (بالإنجليزية: John Deane)، مع شقيقه تشارلز، خوذة الغوص وقاما بعمليات الغوص في حطام السفينة ماري روز. تلقوا تعليمهم في مدرسة المستشفى الملكي، غرينتش، وكانا حاضرين في عام 1812. عندما كان عمره 14 عامًا، انضم جون إلى شركة الهند الشرقية وأبحر لمدة سبع سنوات.
في عشرينيات القرن التاسع عشر، كان جون حاضرًا في إنجلترا عندما حوصرت الخيول بسبب النيران في إسطبل. للتغلب على الدخان وأبخرة النار، ارتدى خوذة فارس مدرعة من القرون الوسطى يتم ضخها بالهواء بواسطة خرطوم من مضخة مياه لفرقة الإطفاء وأنقذ جميع الخيول. في عام 1823، حصل على براءة اختراع لـ "خوذة الدخان" ليستخدمها رجال الإطفاء في المناطق المليئة بالدخان؛ العنوان الكامل مُعطى على أنه "الجهاز أو الآلات التي يرتديها الأشخاص الذين يدخلون الغرف أو الأماكن الأخرى المليئة بالدخان أو الأبخرة الأخرى، بغرض إطفاء الحرائق أو تخليص الأشخاص أو الممتلكات فيها". يتكون الجهاز من خوذة نحاسية مع ياقة مرنة وملابس. كان من المقرر استخدام خرطوم جلدي طويل متصل بالجزء الخلفي من الخوذة لتزويد الهواء، وكان المفهوم الأصلي هو أنه سيتم ضخه باستخدام منفاخ مزدوج. يسمح أنبوب قصير للهواء المتنفس بالهروب. كان من المقرر أن يكون الثوب مصنوعًا من الجلد أو القماش المحكم، ومثبتًا بأشرطة.
وفي وقت لاحق، تم تطويره إلى جهاز للغوص. بعد عدة تجارب خاصة في نهر التايمز، واجهوا صعوبة في لفت انتباه الأميرالية إلى الاختراع حتى اقتربوا من حاكم مستشفى غرينتش، الأدميرال السير ريتشارد جودوين كيتس. بعد تلك المقابلة، تمكنوا من الكتابة إلى الأميرالية بأنهم سيكونون فخورين بالنزول في حضورهم، حيث أصبح لديهم الآن سفينة مريحة ترقد على درجات مستشفى غرينتش الملكي بالقرب من مقر إقامة الأميرال، والتي سيتم استخدام السفينة بموافقة الحاكم. يُسمح لهم بالبقاء في انتظار متعة اللوردات. لم يكن أمام الأميرالية خيار سوى الحضور، وبعد ذلك بوقت قصير تم إجراء التجارب الرسمية في حوض بناء السفن في شيرنيس، وتم الحصول على براءات الاختراع. أصبح العمداء غواصين بدوام كامل.
في عام 1829، أبحر الأخوان دين من وايتستابل لإجراء تجارب على أجهزتهم الجديدة تحت الماء، مما أدى إلى تأسيس صناعة الغوص في المدينة.
في عام 1830، قام جون وشريكه في الغوص، جورج بيل، بإنقاذ المدافع من حطام سفينة غيرنسي ليلي. سبعة من هذه المدافع موجودة الآن في Quex Park، Birchington.

في 16 يونيو 1836، تم اكتشاف حطام سفينة ماري روز عندما علقت شبكة صيد على الحطام. استعاد جون وشريكه ويليام إدواردز الأخشاب والبنادق والأقواس الطويلة وأشياء أخرى من حطام السفينة. تم نسيان موقع حطام السفينة بعد أن توقف دين عن العمل في موقع حطام السفينة في عام 1840.

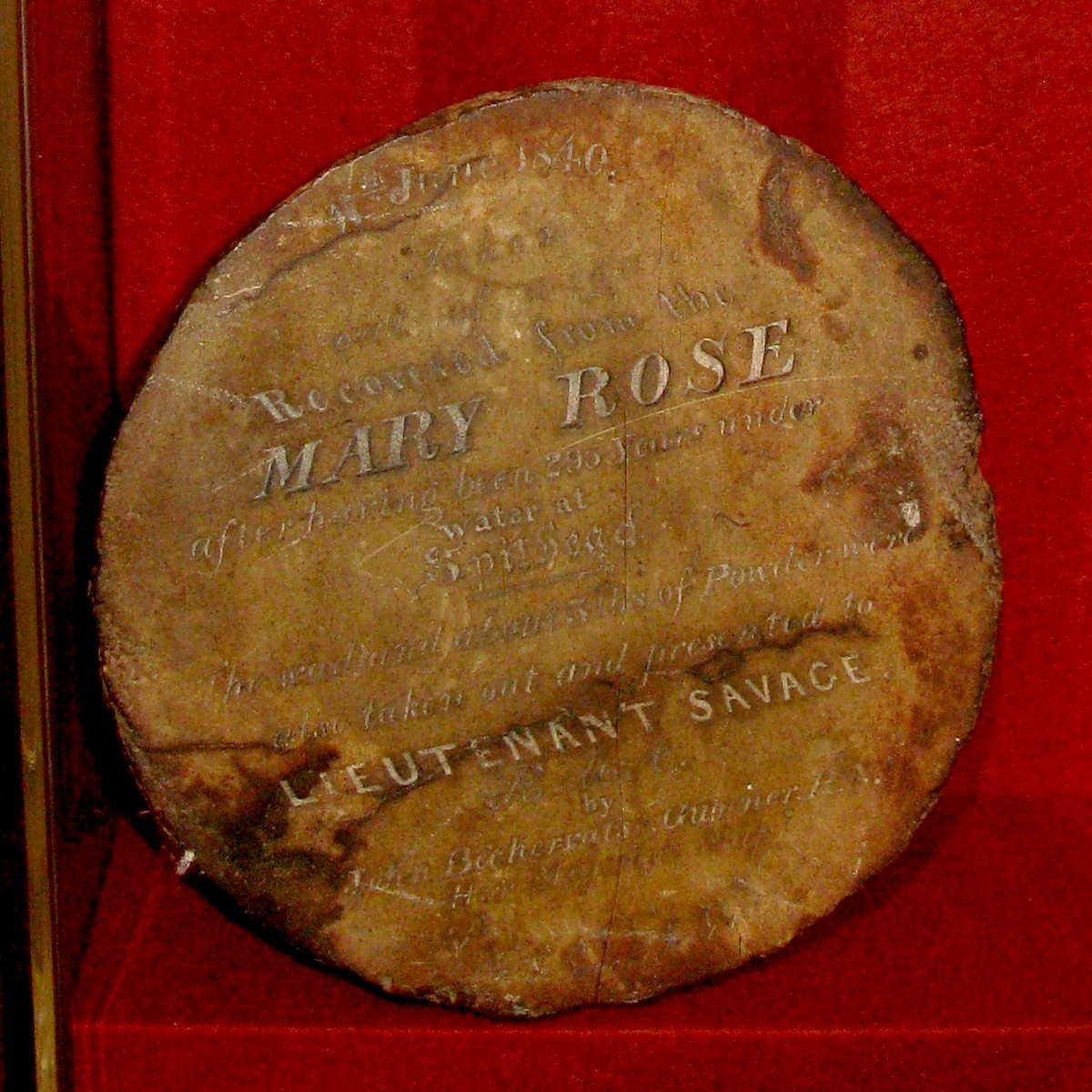
قذيفة مدفع استعادها جون دين من حطام السفينة ماري روز

كان ويليام إدواردز شريكه بين عامي 1834 و1855. وتوفي إدواردز في حرب القرم (1854-1856).
كان جورج هول هو غواص الجرس الذي تعاون مع العمداء في تطوير جهاز الغوص الخاص بهم. يُنسب إليه الفضل في تعليم خبراء المتفجرات وعمال المناجم الملكيين والمهندسين الملكيين كيفية الغوص أثناء إنقاذ السفينة رويال جورج، 1839-1840.
من المعروف أن دين ألقى سلسلة من المحاضرات في عام 1847 حول "عمليات الغوص والغواصات" في غرف التجميع في وايتستابل. عرض تشارلز وجون دين اختراعهما في المعرض الكبير عام 1851.
قام جون، الذي كان يعمل لدى الأميرالية، بإزالة حطام السفن الروسية من ميناء سيفاستوبول خلال حرب القرم. أدارت سارة آن براوننج شؤون أعمال دين عندما كان يعمل في شبه جزيرة القرم بين عامي 1854 و1856.
تزوج من سارة آن براوننج في كنيسة سانت ألفيج، وايتستابل، في أكتوبر 1856 عند عودته من حرب القرم. سارة دين، زوجة جون دين الثانية، دُفنت في مقبرة ميلسترود، وايتستابل.
توفي عام 1884 ودفن في رامسجيت.